# 小倉康嗣 (社会学者)
小倉 康嗣（おぐら やすつぐ、1968年 - ）は、日本の社会学者。立教大学社会学部准教授。

## 略歴
1992年慶應義塾大学法学部法律学科卒業。厚生省勤務を経て、1999年慶大大学院社会学研究科博士課程単位取得退学。2005年慶大より博士（社会学）を取得。
日本学術振興会特別研究員、東京外国語大学非常勤講師などを経て、2013年より立教大学社会学部准教授。
同性愛を公言している。

## 著書

### 単著
- 『高齢化社会と日本人の生き方』（慶應義塾大学出版会, 2006年）

### 分担執筆
- （田中弘子）『多様なセクシュアリティとジェンダーの公正』（明石書店, 2007年）
- （関修, 志田哲之）『挑発するセクシュアリティ』（新泉社, 2009年）
- （岡原正幸）『感情を生きる』（慶應義塾大学出版会, 2014年）